# Rhys Wakefield
Rhys Wakefield (Cairns, 20 de noviembre de 1988) es un actor australiano, conocido por interpretar a Lucas Holden en la serie Home and Away.

## Biografía
Rhys es hijo de Chris Wakefield (quien trabaja en la marina) y de Elizabeth "Beth" Wakefield (una acreditora); tiene un hermano mayor, Luke Wakefield. Su padre estuvo en el Golfo Pérsico durante seis meses y regresó a su hogar en el 2003.
En 1998 Rhys comenzó a asistir al McDonalds Performing Arts College en Sídney ahí ganó una beca en actuación en el 2003 y finalmente se graduó en el 2006.
En el 2006 salió con la actriz Indiana Evans, pero la relación terminó meses después.

## Carrera
Su primer trabajo fue como parte del coro en la Ópera de Australia y en el Ballet de Australia. En 2000, obtuvo un pequeño papel en la película Bootmen. En 2002, obtuvo su primer papel en la televisión cuando apareció como Brad en dos episodios de la serie familiar y cómica Don't Blame Me. En 2005, obtuvo su papel más importante en la televisión cuando se unió al elenco de la exitosa serie australiana Home and Away, donde interpretó a Lucas Holden hasta el 2008, luego de que Lucas dejara Summer Bay para ir a la universidad. Lucas es hijo de Tony, hermano menor de Jack y medio hermano de Harry Holden. Rhys todavía no había conocido a Jon Sivewright y a Paul O'Brien, quienes interpretarían a su padre y a su hermano respectivamente, por lo que antes de iniciar las grabaciones los tres fueron a cenar para conocerse. Por su actuación fue nominado a un premio Logie en el 2006 por mejor nuevo talento.  
Durante su tiempo en la serie se vio involucrado en una historia polémica en donde Belle Taylor y Lucas tuvieron relaciones sexuales, lo que llevó a la radiodifusión de Australia (ACMA) a la conclusión de las escenas. En 2008, apareció en la película dramática The Black Balloon interpretando a Thomas Mollison, el hermano menor del autista Charlie. Por su interpretación, Rhys fue nominado a varios premios como mejor actor. En 2009, apareció en las películas Clearing the Air y Broken Hill donde interpretó a Scott Price: el rodaje de Broken Hill tuvo lugar en el interior del sur de Australia. Rhys también apareció en el cortometraje Scent y en 2011 apareció en la película de aventura y drama Sanctum, cuya producción fue supervisada por el famoso director James Cameron.
En el 2013 apareció en la película de suspenso The Purge, dirigida por James DeMonaco, interpretando al líder educado. En el 2015 apareció en la película Paint It Black, donde interpretó a Michael compartiendo créditos con Alia Shawkat, Alfred Molina, Janet McTeer y John Roberts.

## Filmografía

### Películas
| Título              | Año  | Personaje         | Premios                                                 | Observaciones |
| ------------------- | ---- | ----------------- | ------------------------------------------------------- | ------------- |
| Bootmen             | 2000 | Chico que baila   |                                                         |               |
| The Black Balloon   | 2008 | Thomas Mollison   | Nominado — AACTA Award for Best Actor in a Leading Role |               |
| Broken Hill         | 2009 | Scott Price       |                                                         |               |
| Sanctum             | 2011 | Josh McGuire      |                                                         |               |
| Nobody Walks        | 2012 | David             |                                                         |               |
| The Purge           | 2013 | Polite Leader     |                                                         |               |
| +1                  | 2013 | David             |                                                         |               |
| After the Dark      | 2013 | James             |                                                         |               |
| Endless Love        | 2014 | Keith Butterfield |                                                         |               |
| A Relative Stranger | 2014 | Marcus            |                                                         |               |
| Cardboard Boxer     | 2014 |                   | Posproducción                                           |               |

## Televisión
| Título         | Año       | Personaje    | Observaciones        |
| -------------- | --------- | ------------ | -------------------- |
| Don't Blame Me | 2002      | Brad         | Episodios 11 y 12    |
| Home and Away  | 2005–2008 | Lucas Holden | Personaje recurrente |
| Rita           | 2013      | Como el hijo | Telefilm             |

## Premios y nominaciones
| Año  | Categoría                    | Premio       | Película/Serie    | Resultado |
| ---- | ---------------------------- | ------------ | ----------------- | --------- |
| 2009 | Best Actor                   | FCCA Award   | The Black Balloon | Nominado  |
| 2008 | Best Lead Actor              | AFI Award    | The Black Balloon | Nominado  |
| 2008 | Best Actor                   | IF Awards    | The Black Balloon | Nominado  |
| 2006 | Most Popular New Male Talent | Logie Awards | Home and Away     | Nominado  |